# 예측구간
예측구간(豫測區間,prediction interval)은 통계학에서 어떠한 확률치에서 미래 관측치가 떨어질 구간의 추정치를 가리킨다.

## 예측구간
|                                                                            |
| 예측구간(prediction interval)의 100분율에서 표준정규분포의 Z 점수(Z-score) |

95%에서 Z점수는 1.96을 보여준다. 99%에서 Z점수는 2.58을 보여준다.

## 표준정규분포
|                                          |
| 95%와 99%에 대한 예측구간의 표준정규분포 |

## 같이 보기
- Z검정
- 68-95-99.7 규칙